# Cá mối vây lưng
Cá mối vây lưng (danh pháp hai phần: Saurida filamentosa) là một loài cá mối trong họ Synodontidae chủ yếu sinh sống ở Tây Thái Bình Dương. Loài này sinh sống ở đáy biển.